# Panchira

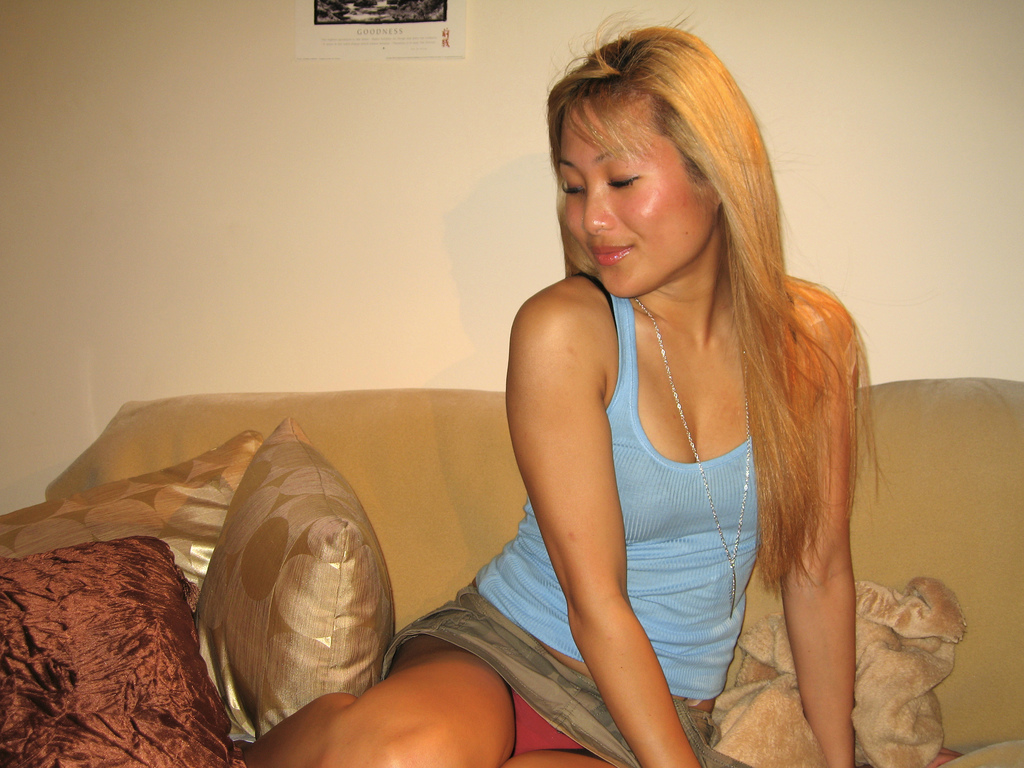
Una Panchira de "Lily Yuen" en Vancouver, Canadá el 25 de agosto de 2006 en una Sesión de Fotografía Erótica.

El panchira (パンチラ?) o pantsu es, en su origen, una expresión coloquial usada por las mujeres japonesas para indicar que sus bragas (calzones, bombachas o pantaletas) están a la vista. Actualmente se ha extendido al significado de echar una mirada indiscreta a las braguitas de una chica que quedan al descubierto por diversos motivos accidentales, por ejemplo al agacharse o al sentarse, al sufrir una caída, al inclinarse mientras lleva puesta una minifalda, al luchar con alguien, al recibir repentinamente una ráfaga de viento que levante sus faldas, por sufrir un enganchón en las faldas etc. La expresión «panchira» también se emplea cuando alguien hace algo para verle las bragas a una chica sin su consentimiento. Se trata por tanto de un concepto compartido entre el fetichismo y el voyeurismo.
La palabra viene del inglés panties (bragas) y chira, que en japonés significa «vistazo» u «ojeada». Se aproxima al término upskirt (en inglés: «faldas levantadas»), aunque su sinónimo sería panty-shot («bragas-disparo» o «ver bragas de un golpe de vista»), puesto que el término upskirt incluye el matiz de que bajo la falda no se lleve ropa interior. No hay una palabra en español que defina el panchira, tendría que utilizarse una expresión como «bragas al descubierto», «bragas sobresaliendo» o «mirabragas».

## Orígenes del panchira
Según lo observado abajo, el desarrollo del panchira en la cultura popular japonesa ha sido analizado por numerosos escritores americanos y japoneses. Muchos observadores ligan el fenómeno a la occidentalización de Japón tras la Segunda Guerra Mundial. Durante la ocupación, las costumbres, ideas y medios hasta entonces inalcanzables para la población local se hicieron más asequibles. Es el caso de la ropa de estilo occidental (incluyendo la ropa interior femenina) en la posguerra, reforzada a través de numerosos medios de comunicación - compartimientos, periódicos, películas, diarios, y tebeos.
Por lo menos una fuente japonesa remonta los principios del panchira al lanzamiento de The Seven Year Itch en 1955 (La comezón del séptimo año, en Argentina, y La tentación vive arriba, en España). El seguimiento de los medios a Marilyn Monroe y a la icónica escena del vestido en la rejilla de ventilación proporcionó el combustible para la emergente manía japonesa por el panchira.
Según el sociólogo Shoichi Inoue, la práctica del "scoring" una ojeada sobre mujeres jóvenes; las faldas de (...) se hicieron extremadamente populares alrededor de este período: «Los compartimientos del tiempo tienen artículos (sic) el decir los mejores lugares de dónde las bragas podrían ser vistas».
A finales de los sesenta, el panchira se había separado de la industria cómica corriente. El novel mangaka Go Nagai comenzó a explorar imágenes sexuales en tebeos destinados a muchachos (Shonen manga). Es significativo observar la aparición de temas adultos en lo que entonces era considerado como un medio juvenil. Millegan sostiene que ecchi el género de la década de 1970 se levantó para llenar un vacío dejado por el declive de la red de bibliotecas de préstamo de Osaka:
«Los tebeos japoneses no comenzaron a explorar temas eróticos hasta la decada de 1960, con el derrumbamiento del sistema de la biblioteca-de-pago (causado en gran parte por el éxito inesperado de compartimientos cómicos baratos por ejemplo Kodansha publicado por Shōnen Magazine). Los artistas que trabajaban para el sistema de la biblioteca-de-pago habían iniciado ya la representación de la violencia gráfica, y se habían declarado orgullosos de lo que consideraban Dibujo gekiga ("pictures" del drama;), y no meros tebeos. En la búsqueda del realismo (y de los lectores), era inevitable que el sexo pronto hiciera su aparición.»
«Como el mercado japonés estaba diversificado, el sexo en los tebeos se separó del gekiga para llegar a casi cualquier lugar concebible en el mercado. El gekiga continuó con sus imágenes realistas y a menudo violentas, pero las otras divisiones principales en el mundo del manga desarrollaron su propio acercamiento. Los tebeos "para chicos" comenzaron a explorar el sexo "cute" o suave, consistente principalmente en imágenes de panchira (panty-shots) y muchachas en la ducha.»

## En los manga y anime

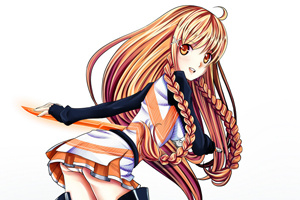
Mirai Suenaga en Solar Marine uniform

El panchira ha sido muy utilizado en los dibujos animados y cómics japoneses (Anime y Manga) desde el principio de los años 60. Al principio, los panchiras eran una mera distracción infantil en el anime, pero con el transcurso de los años han pasado a tener una carga erótica suave (softcore en inglés o ecchi en japonés). En otras ocasiones, tienen un significado gracioso al dar lugar a una situación embarazosa, por ejemplo cuando la chica se da cuenta de que está enseñando sus bragas sin querer. El color que predomina es el blanco, o el azul y rosa en tonos claros.
En la siguiente lista de series de anime figuran ejemplos de frecuentes escenas de panchira, con el año de la iniciación y con * en las series que poseen versión manga:
- 1963 - Astro Boy. - Uran. .
- 1970 - Mako la sirena enamorada. - Mako. .
- 1971 - Marvelous Melmo. - Marvelous Melmo. .
- 1971 - Dobutsu takarajima (Animal Treasure Island). - Kathy (Blancos). .
- 1972 - Gatchaman (Fuerza G). -Agatha Junio-Jun. .
- 1972 - Mazinger Z. - Sayaka Yumi. .
- 1973 - Cutey Honey. - Honey Kisaragi. .
- 1974 - Majokko Megu-chan .
- 1975 - Yuusha Raideen (Mari Sakurano).
- 1978 - Capitán Harlock. - Amazonas guerreras. .
- 1978 - Galaxy Express 999 - [11].
- 1979 - Doraemon* - Shizuka Minamoto .
- 1979 - Chōdenji Machine Voltes V. - Jamie Robinson.
- 1980 - Lalabell, La Niña Mágica. - Lalabel. .
- 1981 - Chicho Terremoto. - .
- 1981 - Maicching Machiko-sensei. - Machiko
- 1983 - Magical Angel Creamy Mami*
- 1984 - Dos fuera de serie*
- 1985 - Dream Hunter REM
- 1985 - Tatakae!! Iczer-1
- 1985 - Yume Jigen Hunter Fandora (Dream Dimension Hunter Fandora)
- 1986 - Dragon Ball* - Bulma.
- 1986 - Proyecto A-Ko* - A-Ko y C-Ko
- 1989 - Yawara!*. - Yawara Inokuma.
- 1990 - Devil Hunter Yohko* - 魔物ハンター妖子, Mamono Hantā Yōko.
- 1990 - Project A-Ko Versus Battle. - , A-Ko y C-Ko.
- 1991 - Las aventuras de Fly. - Villana. .
- 1992 - Bastard. - Yoko. .
- 1992 - Bannō Bunka Nekomusume*. OVA (All Purpose Cultural Cat Girl Nuku Nuku)
- 1992 - Sailor Moon*.
- 1994 - Blue Seed - Momiji Fujimiya (Blancos de moñito)* (Momiji Fujimiya)
- 1995 - Miyuki-chan in Wonderland*.
- 1996 - Detective Conan. - Ran Mouri. .
- 1997 - Agent Aika*.
- 1998 - Colorful*.
- 1998 - Mezzo Forte - Momomi Momoi.
- 1999 - Iketeru Futari*. - Akira Koizumi.
- 2000 - Labyrinth of Flames. -
- 2001 - Hand Maid May
- 2001 - Najica Blitz Tactics*.-
- 2001 - Samurai Girl Real Bout High School*.
- 2001 - Usagi-chan de Cue!!*.
- 2002 - Arcade Gamer Fubuki*.
- 2002 - Love Hina Again (OVA)*.
- 2002 - G-On Riders.
- 2003 - Air Master*.
- 2003 - Eiken*.
- 2003 - Ikki Tōsen*.
- 2003 - Popotan.
- 2003 - Battle Programmer Shirase
- 2003 - Lime-iro Senkitan (Raimuiro Senkitan).
- 2003 - Narue no Sekai* (El Mundo de Narue).
- 2004 - Burn-Up Scramble.
- 2004 - Hit wo Nerae! - Smash Hit!.
- 2004 - Love♥Love?
- 2005 - Fighting Beauty Wulong.
- 2005 - Bokusatsu Tenshi Dokuro-chan*.
- 2005 - Ichigo 100%*.
- 2005 - Kirameki Project
- 2005 - Koi Koi Seven*.
- 2006 - Amaenaideyo!! Katsu!!*.
- 2006 - Fighting Beauty Wulong Rebirth.
- 2006 - Dai Mahou Touge
- 2006 - Girl's High*.
- 2006 - Kujibiki ♥ Unbalance (serie de TV)*.
- 2006 - Magikano*.
- 2006 - Sumomo mo Momo mo*.
- 2006 - Tona-Gura!.
- 2006 - Renkin 3-kyū Magical? Pokān* (Renkin San-kyū Majikaru? Pokān).
- 2007 - AIKa R-16: Virgin Mission.-
- 2007 - Ikkitousen: Dragon Destiny
- 2007 - Demashita! Powerpuff Girls Z.- Momoko, Miyako y Kaoru
- 2008 - Ikkitousen: Great Guardians.- Hakufu vs Maochan
- 2008 - Rosario + Vampire*.
- 2008 - Kanokon*.
- 2008 - kyou no go no ni
- 2008 - Penguin Musume ♥ Heart*.
- 2008 - Rosario + Vampire Capu2*.
- 2008 - Sekirei*.
- 2008 - Zettai Shougeki ~Platonic Heart~.
- 2009 - AIKa Zero.
- 2009 - Hatsukoi Limited*.
- 2009 - Queen's Blade -Rurō no Senshi-.
- 2010 - Omamori Himari*.
- 2010 - Ikki Tōusen: Xtreme Xecutor.
- 2010 - Gakuen Mokushiroku* (Highschool of the Dead).
- 2010 - Ichiban Ushiro no Daimaō (Demon King Daimao).

## En películas y series de Japón

### Películas
Algunos ejemplos:
- 1970 - Zubekô banchô: Yume wa yoro hirakua (Delinquent Girl Boss: Blossoming Night Dreams).
- 1971 - Zubekô banchô: Hamagure kazoe uta Delinquent (Girl Boss: Ballad of Yokohama Hoods). (Blancos).  (enlace roto disponible en Internet Archive; véase el historial, la primera versión y la última)..
- 1972 - Joshuu 701-gô: Sasori (Female Prisoner 701).
- 1972 - Kyôfu joshikôkô: Boryoku Kyoshitsu (Terrifying Girls’ High School: Women’s Violent Classroom).
- 1973 - Kyôfu joshikôkô: bôkô rinchi kyôshitsu (Terrifying Girls' High School: Lynch Law Classroom).
- 1973 - Criminal Woman: Killing Melody.
- 1973 - Konketsuji Rika: Hamagure komoriuta (Rica 3: Juvenile Lullabay).
- 1977 - Koretsugu Kurahara.[7]
- 1979 - Dabide no hoshi: Bishôjo-gari (Beautiful Girl Hunter).
- 1990 - Devil Woman Doctor. - Jovencita (Blancos).  (enlace roto disponible en Internet Archive; véase el historial, la primera versión y la última)..
- 1999 - Silver - shirubaa.
- 2004 - Cutey Honey: La Película.
- 2006 - 怪盜扮裝三姊妹 (Sexy ♥ Cats).
- 2008 - Kataude mashin gâru (The Machine Girl).
- 2008 - Love Exposure.
- 2009 - Hajiraiマシンガール (Shyness Machine Girl).
- 2009 - Robo-geisha
- 2011 - Zonbi asu[8]

#### Animes rodados en imagen real
Los animes también han tenido adaptaciones cinematográficas rodadas en imagen real, trasladándose a ellas los panchira. Algunos ejemplos son los siguientes (lista no exhaustiva):
- 1994-96 - Injû Gakuen (La Blue Girl) - 3 volúmenes.
- 1995-96 - Injû Kyôshi (Angel of Darkness) - 5 volúmenes.
- 1995 - Weather Woman.
- 2003-05 - Pretty Guardian Sailor Moon .
- 2006 - DOA: Dead or Alive.
- 2007 - Cutie Honey: The Live.
- 2007 - Agent Aika.[9]
- 2008 - Negima!? (25 episodios de TV).
- 2009 - Iketeru Futari.
- 2009 - Agent Aika trial 8 Argentina.

### Series de televisión
En Japón, también se han realizado muchas películas y series sobre heroínas cuyo vestuario incluye una minifalda, por lo que en las escenas de acción son frecuentes los panchiras:
- 1969-74 - Play Girl
- 1973-74 - Super Robot Red Baron - [Matsubara Mari].
- 1976 - The Kagestar
- 1984-85 - Uchuu Keiji Shaider (Space Sheriff Shaider) - [Annie].
- 1985-86 - Dengeki Sentai Changeman.
- 1986 - Choushinsei Flashman - [Sara, Lu]
- 1986-87 - Jikû senshi Spilban (Dimensional Warrior Spielban) - [Diana]
- 2007 - Wecker Signa. - .
- 2007 - The Future Police Lady. - Chicas a Go-go. .
- 2013 - Minna! Esupâ dayo![10]

## En videojuegos
En videojuegos (muchos de ellos precisamente japoneses), especialmente los de lucha, también es fácil ver estos panchira. Algunos ejemplos son:
- 1992 - Streets of Rage 2 - Blaze.
- 1995-2008 - Soul Edge, Soul Blade, Soulcalibur (1, 2, 3 y 4) - Sophitia Alexandra, Seung Mina. El 3 y 4 posee creador de personajes. Para el 4, se pueden descargar de Xbox Live, paquetes de vestuarios de sirvienta y colegiala.
- 1996-2009 - Dead or Alive (1, 2, 3, 4 & 5)
- 1997 y 2001 - Rival Schools (United By Fate & Project Justice) - Hinata Wakaba, Sakura Kasugano.
- 1999 - Evil Zone - Setsuna
- 2004-06 - Rumble Roses (& XX). En la versión XX posee un creador de personajes y opciones de vestuarios.
- 2004-09 - The King of Fighters Maximum Impact 1, 2 y Regulation A - Athena Asamiya, Mai Shiranui, Mignon Beart y demás personajes femeninos.
- 2005- Line Kill Spirits (Line shooting! Spirits).
- 2005 - Resident Evil 4 - Ashley Graham.
- 2007 - Bullet Witch - Alicia (descargable gratuitamente de Xbox Live los trajes de colegiala y secretaria para Alicia).
- 2007 - IkkiTousen-Shining Dragon.
- 2007-09 - WWE Smackdown Vs. Raw (2008, 2009 & 2010). Posee un editor de personajes y vestuarios.
- 2009 - Tekken 6 Julia Chang, Lili, Ling Xiaoyu y demás personajes femeninos que usen faldas
- 2009 - Final Fantasy XIII. - Vanille.

## En internet
En internet, hay muchas páginas Web que se dedican a ofrecer fotos o videos de panchiras o upskirts. Se trata de chicas que son fotografiadas o filmadas sin su consentimiento. Sin embargo, muchas veces se trata simplemente de modelos que fingen no darse cuenta. Con los nuevos teléfonos móviles que hacen fotografías, esta práctica ha proliferado. En Japón se requiere que todos los teléfonos móviles y cámaras digitales, hagan ruido al realizar la foto, para evitar el no consentimiento de la persona fotografiada.
También son frecuentes en internet y en los medios de comunicación, los panchira o upskirt captados por los paparazzi de descuidos de celebridades.